# República de Yucatán
La República de Yucatán fue un Estado soberano existente durante dos períodos del siglo XIX. La primera República, fundada el 29 de mayo de 1823 tras la independencia de Yucatán, se unió voluntariamente a la federación mexicana como República Federativa de Yucatán el 23 de diciembre de 1823, siendo uno de los estados fundadores de la nación. La segunda República se separó del país en 1840 en respuesta a la instauración de la República Centralista de México y se reintegró definitivamente a la nación en 1848.
La segunda República de Yucatán nunca llegó a ser totalmente constituida como tal, aunque sí fue proclamada mediante el Acta de Independencia de Yucatán y conducida de facto por una fracción del poder legislativo del Yucatán decimonónico, la Cámara de Diputados que a la sazón radicaba en Mérida, a diferencia de la Cámara de Senadores que residía en la ciudad de San Francisco de Campeche, cada una de ellas controlada por distinta facción política. La facción correspondiente a Campeche, encabezada por Santiago Méndez Ibarra no aprobó la proclamación de independencia que habían realizado sus pares legislativos desde Mérida. Esta República fue una entidad en ciernes de mediados del siglo XIX que abarcó los actuales estados mexicanos de Campeche, Quintana Roo y Yucatán (la integridad de la porción mexicana de la península de Yucatán), los que en tiempos de la dominación española habían constituido gran parte de la Capitanía General de Yucatán. 
Generalmente al hablar de la República de Yucatán se hace referencia a la segunda época que fue de 1840 a 1848. Durante este período se dio una separación de facto entre el estado de Yucatán y la república mexicana. En este período de relativa autonomía uno de los logros más importantes del legislador yucateco fue redactar una de las constituciones más avanzadas de su tiempo, aunque no se llegó a aplicar, la Constitución de Yucatán de 1841, que emplea desde aquella época términos y conceptos aún vigentes: las garantías individuales, la libertad religiosa y la figura jurídica del amparo. Durante el período de esta llamada "II República" se vivió una terrible crisis originada por la denominada Guerra de Castas, que obligó a los gobernantes yucatecos –élite conformada por criollos blancos y mestizos– a pedir ayuda militar a México a cambio de la reincorporación de Yucatán a la soberanía mexicana.

## Época virreinal en Yucatán e independencia de España

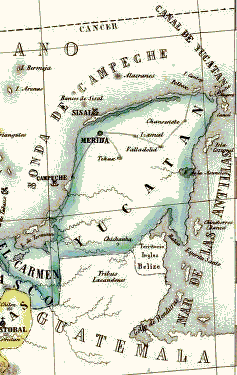
Intendencia de
Yucatán

En el año de 1617 Yucatán fue considerada una Capitanía General, que dependía de Nueva España, pero debido a su situación geográfica se mantuvo con ciertas libertades. Durante el virreinato español la provincia y capitanía de Yucatán abarcaba los territorios actuales de Campeche, Quintana Roo, Tabasco, Yucatán, también le correspondían nominalmente los territorios del norte del Petén y el actual Belice. En 1786 la Corona Española implementa el régimen de intendencias y el territorio cambia su nombre a Intendencia de Yucatán conservando sus mismos territorios.
Por su lejanía geográfica del centro de Nueva España, en especial de la Ciudad de México, Yucatán no se vio afectado militarmente por la guerra de independencia de México, aunque ya había un espíritu libertador en los yucatecos ilustrados. Lorenzo de Zavala, uno de los sanjuanistas, en 1820 formó la Confederación Patriótica, dentro de esta hubo un cisma y quedaron dos grupos: quienes apoyaban al gobierno español y la Constitución de Cádiz y otro encabezado por Zavala buscaba la independencia absoluta de España. Mariano Carrillo de Albornoz, en ese entonces gobernador, pidió, antes de entrar en disputa con ellos, a Zavala y Manuel García Sosa a ser diputados de las Cortes y los envió a Cádiz, mientras los otros liberales eran puestos en prisión sin que Zavala se diera cuenta.
Mientras esto ocurría en Yucatán se proclamó el Plan de Iguala y Juan María Echeverri, sucesor de Carrillo de Albornoz, proclamó la independencia de la península y envió a dos representantes a negociar la incorporación de Yucatán al Imperio Mexicano. La incorporación al Imperio ocurrió el 2 de noviembre de 1821.
Una vez declarada la independencia del Imperio Mexicano, Agustín de Iturbide fue nombrado Presidente de la Regencia; debido a su gran popularidad y prestigio y la Junta Provisional le dio autoridad plena. Las elecciones para el Congreso Constituyente se realizaron en diciembre de 1821 y enero de 1822. No existe un registro exacto de cuántos diputados fueron elegidos, se dan cifras de 126, pero como Guatemala, Honduras, Nicaragua, Chiapas y Yucatán se habían adherido al plan de Iguala se les dieron unos 52 diputados.
José Joaquín Fernández de Lizardi, El Pensador Mexicano, propuso el derecho de Agustín de Iturbide de ser emperador. El 19 de mayo de 1822 Valentín Gómez Farías presenta una propuesta firmada por 42 diputados para proclamarlo emperador, aduciendo los extraordinarios servicios del libertador. Las masas también apoyaban el nombramiento. Lorenzo de Zavala, republicano y liberal se opuso y señaló que los partidarios de Iturbide fueron: el clero, la nobleza del país, el ejército en su mayoría y el pueblo que no veía en él más que al libertador. Su coronación se llevó a cabo el 21 de julio de 1822 en la Catedral Metropolitana de la Ciudad de México.

## Primera República de Yucatán y el pacto federal con México

Movimientos separatistas generados por la disolución de la República Federal.
Territorio autoproclamado independiente
Territorio reclamado por la República de Texas
Territorio reclamado por la República del Río Grande
Sublevaciones

Aún antes de que México se declarara independiente, un grupo de notables ciudadanos yucatecos se reunía en la iglesia de San Juan, ubicada en Mérida, Yucatán, para comentar las noticias referentes a la guerra de independencia que se desarrollaba en el centro de México. A este grupo se le denominó los Sanjuanistas.
A partir de la promulgación de la constitución de Cádiz en 1812, el grupo creció y se integró con el fundado por don Vicente María Velázquez, capellán de la iglesia de San Juan, Manuel Jiménez Solís, Lorenzo de Zavala y don José Matías Quintana, padre de Andrés Quintana Roo. 
En 1814, cuando el rey Fernando VII abolió la constitución de Cádiz, quienes se reunían en la iglesia de San Juan fueron perseguidos y algunos de ellos capturados. Los «sanjuanistas» capturados fueron Lorenzo de Zavala, José Francisco Bates y José Matías Quintana.
Las circunstancias de Yucatán eran similares a las de la capitanía general de Guatemala. Ambas capitanías decidieron adherirse al imperio de Iturbide para obtener su independencia de España. Poco después, sin embargo, el imperio fue combatido por un caudillo veracruzano llamado Antonio López de Santa Anna, que defendía la causa republicana. Agustín I se vio obligado a abdicar y abandonó el país. Cuando el imperio mexicano fue disuelto y se conformó la república, Yucatán decidió sumarse al nuevo pacto federal mexicano ya de una manera más seria y menos interesada.[cita requerida] Al sumarse, lo hizo condicionado a que la nueva república mexicana tuviera una organización federal y que cada estado conservara un régimen de soberanía y libertad para «no afectar la felicidad de los yucatecos».
A Lucas Alamán le extrañó que Yucatán condicionara su unión, y calificó el condicionamiento de anarquista. La respuesta de los yucatecos fue que solamente de esa manera se unirían a la federación y de ninguna otra.
En 1823, Tabasco se separó de Yucatán, al que había sido anexado desde el virreinato, y el 7 de febrero de 1824 se incorporó a la federación por su lado como uno de los estados fundadores de los Estados Unidos Mexicanos. 
Yucatán asumió su libertad natural y política para deliberar soberanamente el 27 de abril de 1823, seguido del establecimiento de la república de Yucatán el 29 de mayo de 1823 por decreto de la diputación provincial. Se unió a la Primera República Federal como república federada el 23 de diciembre de 1823 tal como aparecen en los decretos del Congreso Yucateco. Entonces fueron 19 estados los que integraron la república naciente de México.

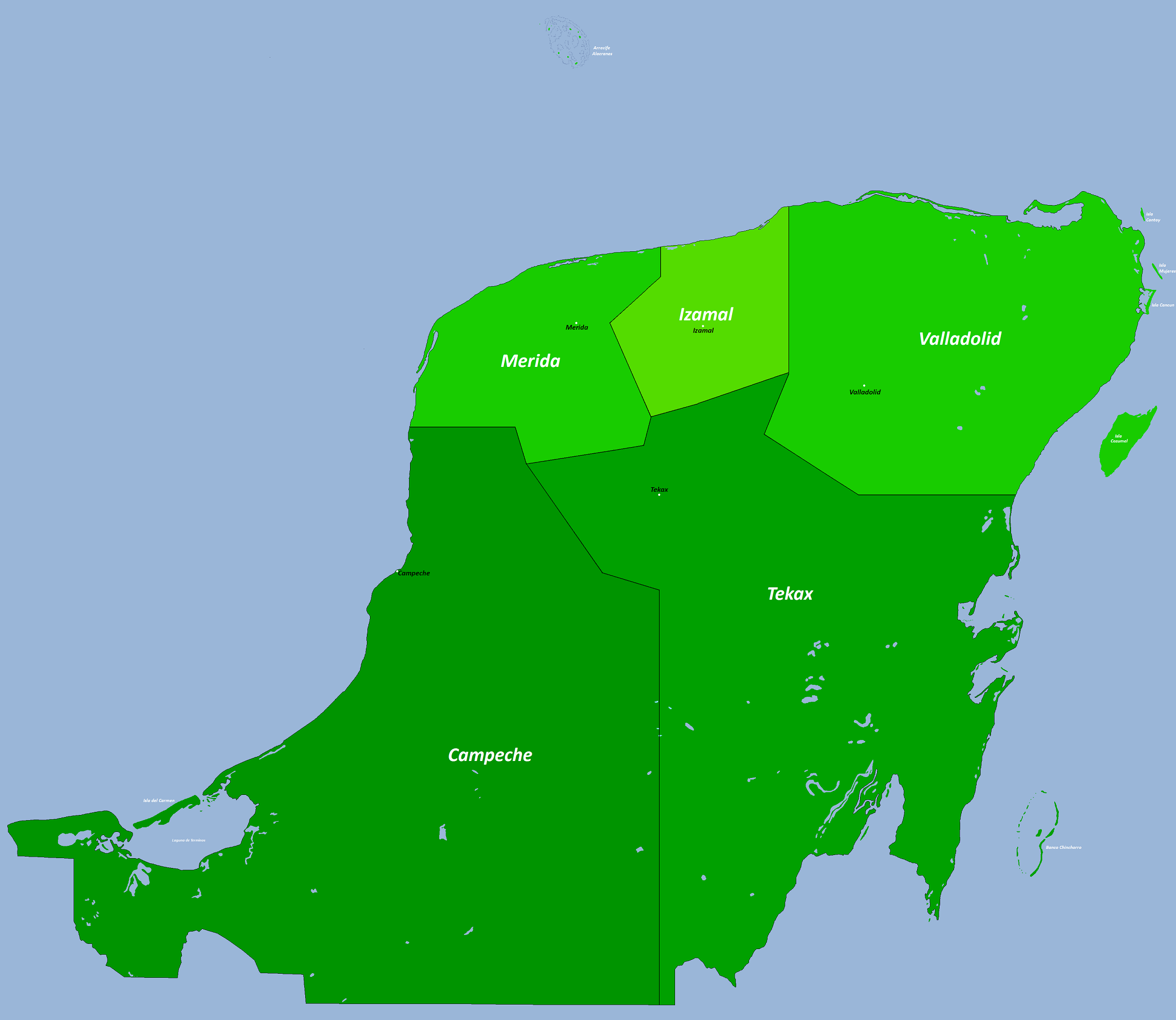
División política de la Primera República de Yucatán.

El término «república», sin embargo, aplicado al territorio de Yucatán, apareció por primera vez en la constitución política de Yucatán de 1825: 

«Que Yucatán jura, reconoce y obedece al gobierno de México, siempre que sea liberal y representativo; pero con las condiciones que siguen: 1a.- Que la unión de Yucatán será la de una república federada, y no en otra forma, y por consiguiente tendrá derecho a formar su constitución particular y establecer las leyes que juzgue convenientes a su felicidad...»

Al adoptar México un gobierno centralista, en 1835 desapareció la condición de república federada que correspondía a Yucatán, y desapareció la primera república de Yucatán. Esto trajo gran descontento a la población de la península. Se empezó a pensar la posibilidad de una segunda república, pero ya independiente de México, sin depender en forma alguna de este (ni como estado, provincia, territorio o república federada).

## Antecedentes de la República de Yucatán

### Caso texano
Texas fue parcialmente colonizado desde la época del virreinato por colonos anglosajones. La autorización para que esto se diera en paz se dio mediante decreto que fue expedido para tratar de poblar los territorios del norte de la Nueva España. La condición que la Corona Española puso, que los colonos fueran católicos. El país de origen de estos colonos era la Unión Americana aunque un cierto número de ellos provenía directamente de Irlanda, país católico. Al independizarse México de España, Texas pasó a formar parte de México, pero tenía un gran número de colonos de origen estadounidense que fue aumentando, legal e ilegalmente, en la medida que los intereses de los grupos esclavistas del sur de Estados Unidos ampliaban su zona de influencia para desarrollar las actividades primordialmente agrícolas que venían expandiéndose desde los estados algodoneros sureños que habían sido anteriormente adquiridos a España.
Por ese tiempo el gobierno de Estados Unidos estaba ya convencido de la doctrina Monroe (América para los americanos), y pugnaba por expandir sus territorios al sur y al oeste. Coincide por esa época que México adopta, contra la noción original de la nación, una política centralista. Esto no agradó a los texanos anglosajones, quienes decidieron pedir ayuda militar a Estados Unidos para independizarse.
En México, en ese entonces en la anarquía y la desorganización, se luchaba mientras tanto facciosamente por el poder político. En esas circunstancias y con apoyo estadounidense se consumó la independencia de Texas que se erigió como república. El primer vicepresidente de la República de Texas fue Lorenzo de Zavala, un mexicano nacido en Yucatán y antiguo miembro de los Sanjuanistas en su tierra natal, diputado por Yucatán en las Cortes de Cádiz y ministro de Hacienda con Vicente Guerrero.
A la postre y por maniobras de los grupos esclavistas estadounidenses, la República de Texas acabaría adhiriéndose a los Estados Unidos de América como un estado más. Fue este hecho el que detonó la guerra con los Estados Unidos en 1847 e inmediatamente después la primera intervención estadounidense en México.

### Caso de Centroamérica
Cuando Nueva España obtuvo su independencia de la Corona española en 1821, surgió el I Imperio Mexicano, y fue coronado emperador Agustín de Iturbide. Aprovechando la inercia libertadora, algunas regiones se incorporaron al nuevo Imperio como Centroamérica (Provincias Unidas de Centroamérica), para separarse poco tiempo después.
Este fue el caso de Guatemala, aunque la región de Chiapas, incluyendo el Soconusco, que pertenecían a la Capitanía General de Guatemala después de una votación, se incorporaron a la nación mexicana.

### Federalistas y centralistas en disputa por el poder en México.
La Constitución Federal mexicana de 1824, fruto del gobierno republicano que surgió después del imperio iturbidista, satisfacía plenamente los ideales yucatecos, pues definía a los estados como entidades soberanas y con poder de autogobierno, aunque reunidos en la nación mexicana.
En México, al paso de los primeros años como nación independiente, se formaron dos corrientes políticas que se disputaban el poder público: los federalistas y los centralistas que pretendían la hegemonía política en el poder central ubicado en la Capital de la república.

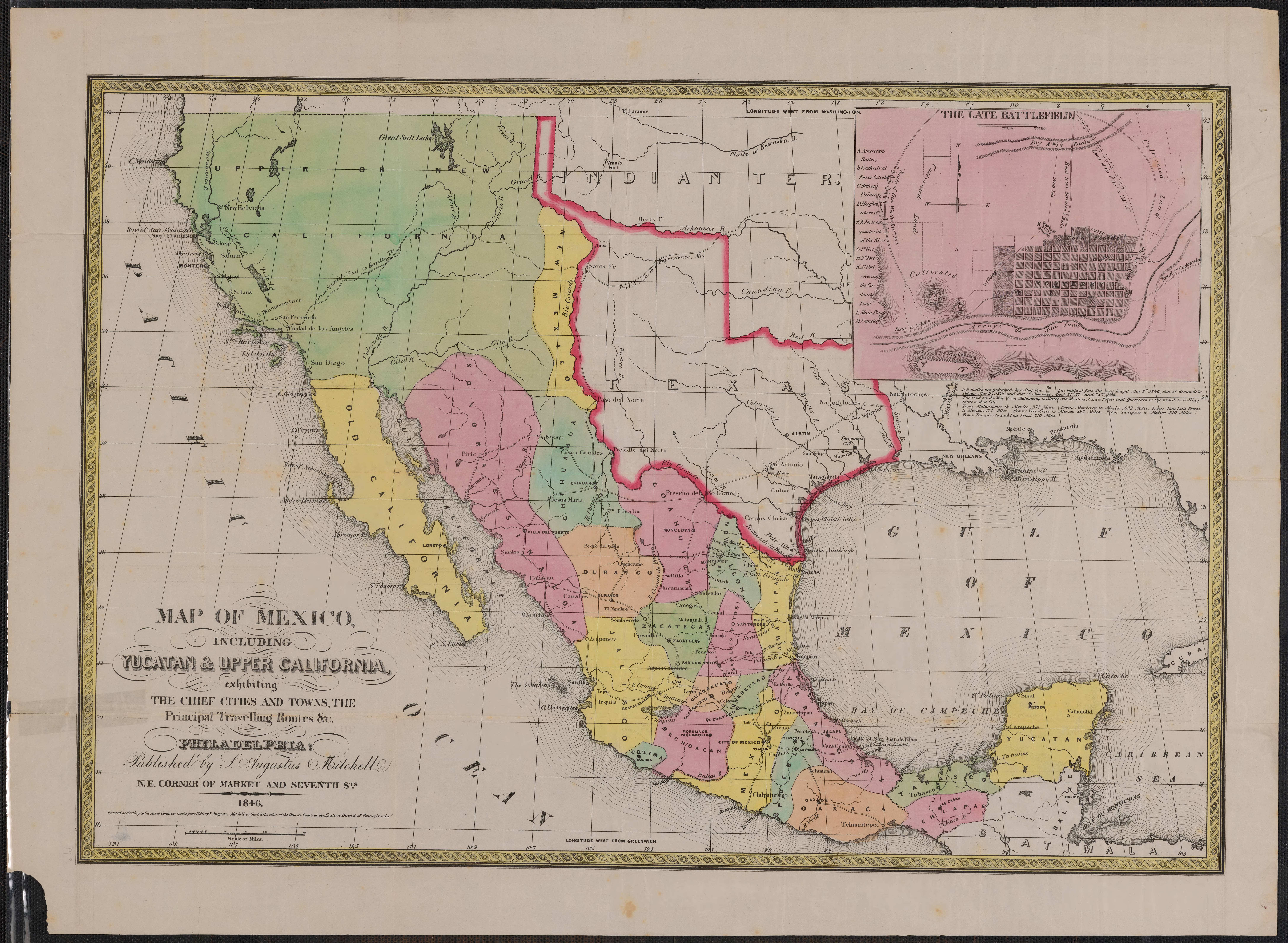
Mapa de México en 1847.

Los federalistas gobernaron en México desde el nacimiento de la república mexicana hasta 1835. Durante este periodo Yucatán estuvo adherido a México como una república federada y autogobernada. Fue esta una época de relativa estabilidad en las relaciones entre México y Yucatán.
Pero en 1835 los centralistas tomaron el poder de México y desde la Ciudad de México se quiso gobernar Yucatán. Los federalistas yucatecos se levantaron contra el gobierno mexicano, ahora de ideología centralista.

## Segunda República
México -al dejar de ser una federación- rompía su pacto con Yucatán, pues se habían violado las cláusulas de la incorporación de la península a México. Los federalistas yucatecos soportaron la situación solamente cinco años, en Yucatán se empezó a formar un ejército federalista para luchar contra los centralistas.

### Declaración de independencia
El ejército federalista de Yucatán comandado por el capitán Santiago Imán tomó la ciudad de Valladolid, y el 12 de febrero de 1840, Se emitió un manifiesto en el que se establecía que el federalismo debía ser restaurado como forma de gobierno para combatir la pobreza en el territorio. El acta exigía el restablecimiento de la Constitución Mexicana de 1824. 
El 4 de marzo de 1840, en presencia de las tropas de la guarnición de Mérida, capital de Yucatán, al mando de Anastasio Torrens, y una gran cantidad de simpatizantes, se firmó el acta en la que se apoyaba al movimiento triunfante de Valladolid y se proclamaba la independencia del territorio yucateco, hasta que el gobierno centralista mexicano reconociera que el Estado de Yucatán era libre y soberano y se restableciera la Constitución Federal de 1824. El 6 de junio de 1840, la ciudad de Campeche (entonces perteneciente a Yucatán) se rindió a los federalistas tras un sitio militar. El gobierno centralista de México le declaró la guerra a Yucatán.
El 16 de marzo de 1841 estando en junta el primer Ayuntamiento Constitucional de Mérida, irrumpió en la sala un grupo de personas encabezadas por Miguel Barbachano y Tarrazo (futuro gobernante de Yucatán). Sin violencia y sin armas solicitan al Cabildo que se haga la petición al Congreso, requiriendo la independencia de Yucatán. Al aceptar el Ayuntamiento se desató la euforia del grupo y se dice que hubo un atronador y unánime aplauso. Dentro de esa euforia algunos miembros del grupo arriaron la bandera mexicana y enarbolaron en su lugar un pabellón que se llamó yucateco. Oficialmente unos días después se retiró el lábaro mexicano de barcos y edificios en favor de La Bandera Yucatanense.
El primero de octubre de 1841, la Cámara de Diputados local aprobó el Acta de Independencia de la Península de Yucatán. El primer artículo decía lo siguiente:

"El pueblo de Yucatán, en el pleno uso de su soberanía se erige en república libre e independiente de la nación mexicana".

Sin embargo, el Congreso yucateco de 1841 se componía de dos cámaras, senadores y diputados, y para el que el dictamen de independencia pasara se necesitaba la aprobación de ambas. El gobernador Santiago Méndez se opuso al dictamen y el Senado lo respaldó, al autorizarle entrar en negociaciones con el gobierno nacional en diciembre de 1841. Con esto se abortó la declaración de independencia yucateca, en la cámara de senadores no se discutió, la de diputados no insistió, y las autoridades de Campeche y el gobernador se mostraron a favor de entrar en pláticas con el gobierno nacional.

### Invitación a Tabasco para formar una República independiente
El 13 de febrero de 1841, el estado de Tabasco también declaró su separación de México en protesta por el régimen centralista implantado en el País y por las sanciones impuestas al estado por el presidente Anastasio Bustamante. Asumiendo el gobernador del estado José Víctor Jiménez las facultades de Presidente y el Congreso del Estado, las de Congreso General, creándose dos Ministerios, el de Guerra y Marina y el de Hacienda.
Desde Yucatán, gobernado entonces por Santiago Méndez Ibarra, se trasladó una comisión encabezada por Justo Sierra O'Reilly, para proponerle a las autoridades tabasqueñas la creación de una república independiente de México conformada por ambas entidades. La propuesta no prosperó, ya que Tabasco se reincorporó a México el 2 de diciembre de 1842 cuando el presidente Antonio López de Santa Anna levantó las sanciones contra el estado impuestas por Bustamante, e implantó otra vez la república federal.

### Constitución yucateca de 1841
La Constitución de Yucatán de 1841 fue muy novedosa para su época. Se encuentra basada en la Constitución Política del Estado de Yucatán de 1825, pero contiene reformas redactadas por el jurista de ideología liberal Manuel Crescencio García Rejón, fue promulgada el 31 de marzo de 1841 y entró en vigor el 16 de mayo, entre sus artículos más importantes destacan:
- Garantías individuales: derechos fundamentales de todos los habitantes del estado ya fueran nacionales o extranjeros.
- Declaraba la libertad de culto en el artículo 79: «a ninguno podrá molestarse por sus opiniones religiosas, y tanto los que vengan a establecerse en el país, como sus descendientes, tendrán garantizado en él el ejercicio público y privado de sus respectivas religiones». Aunque la religión de estado seguía siendo la católica.
- Establecía un jurado popular en su artículo 69.
- Suprimía fueros civiles o militares en el artículo 73.
- La innovación más importante y que heredó a las leyes mexicanas e internacionales es la figura del recurso de amparo consagrada en el artículo octavo y en la fracción I del artículo 62.

### Santa Anna, presidente de México

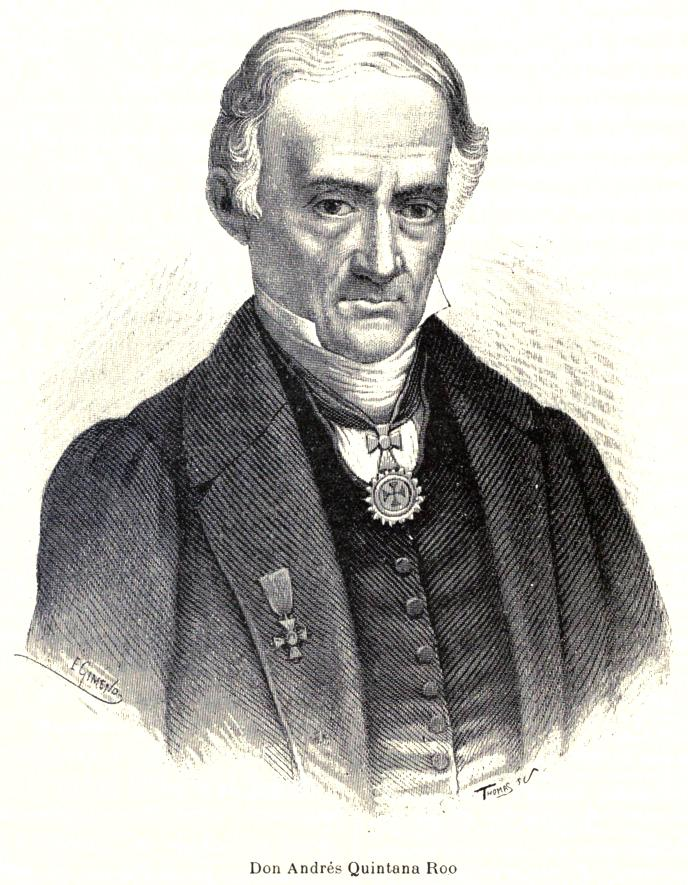
Andrés Quintana Roo

Mientras esto ocurría en Yucatán, en la Ciudad de México el gobierno centralista del presidente Anastasio Bustamante estaba muy debilitado por los constantes levantamientos armados de la época. El general Gabriel Valencia que había vencido a las fuerzas del gobierno en Tampico, el general Mariano Paredes y Arrillaga que se había pronunciado en Jalisco y Antonio López de Santa Anna que se había pronunciado en Veracruz, convergieron en La Ciudadela de la capital. Firmaron las Bases de Tacubaya en septiembre de 1841, cuyo objetivo era deponer al gobierno de Bustamante y crear un Congreso Constituyente con la finalidad de redactar una Constitución de ideología federalista.
Santa Anna ocupó la presidencia de la República en octubre de 1841. Sin embargo, la postura centralista del gobierno persistió, pues no aceptó del todo la ideología federalista de los diputados, de esta forma se estableció una república popular representativa. Yucatán no apoyó dicho movimiento, cumpliendo el acuerdo de no obedecer los mandatos mexicanos hasta que hubiera un gobierno federal.
Santa Anna, el nuevo presidente, comisionó a Andrés Quintana Roo —oriundo de Mérida—, para establecer un diálogo con las autoridades yucatecas y el Congreso Yucatanense, con el fin de que se reincorporasen a México. La labor de Quintana Roo rindió frutos y se firmaron los tratados del 28 y 29 de noviembre de 1841. En ellos se manifestaba que Yucatán conservaría sus leyes y aranceles de aduanas, así como la libre introducción de mercancías a los puertos de la república mexicana, entre otras ventajas para Yucatán.

### Violación de los acuerdos con Andrés Quintana Roo
Ya en la Ciudad de México, sede del gobierno centralista de Santa Anna, los tratados de Andrés Quintana Roo y Yucatán fueron ignorados. El gobierno centralista exigía que Yucatán se uniera a México y aceptara todas las leyes del Congreso Constituyente establecido por el dictador veracruzano. Se exigía además que Yucatán rompiera toda relación con Texas, pues México aún no reconocía la independencia de los texanos. Se intentaron varias vías diplomáticas, pero todo fracasó.

### Invasión armada a la Península

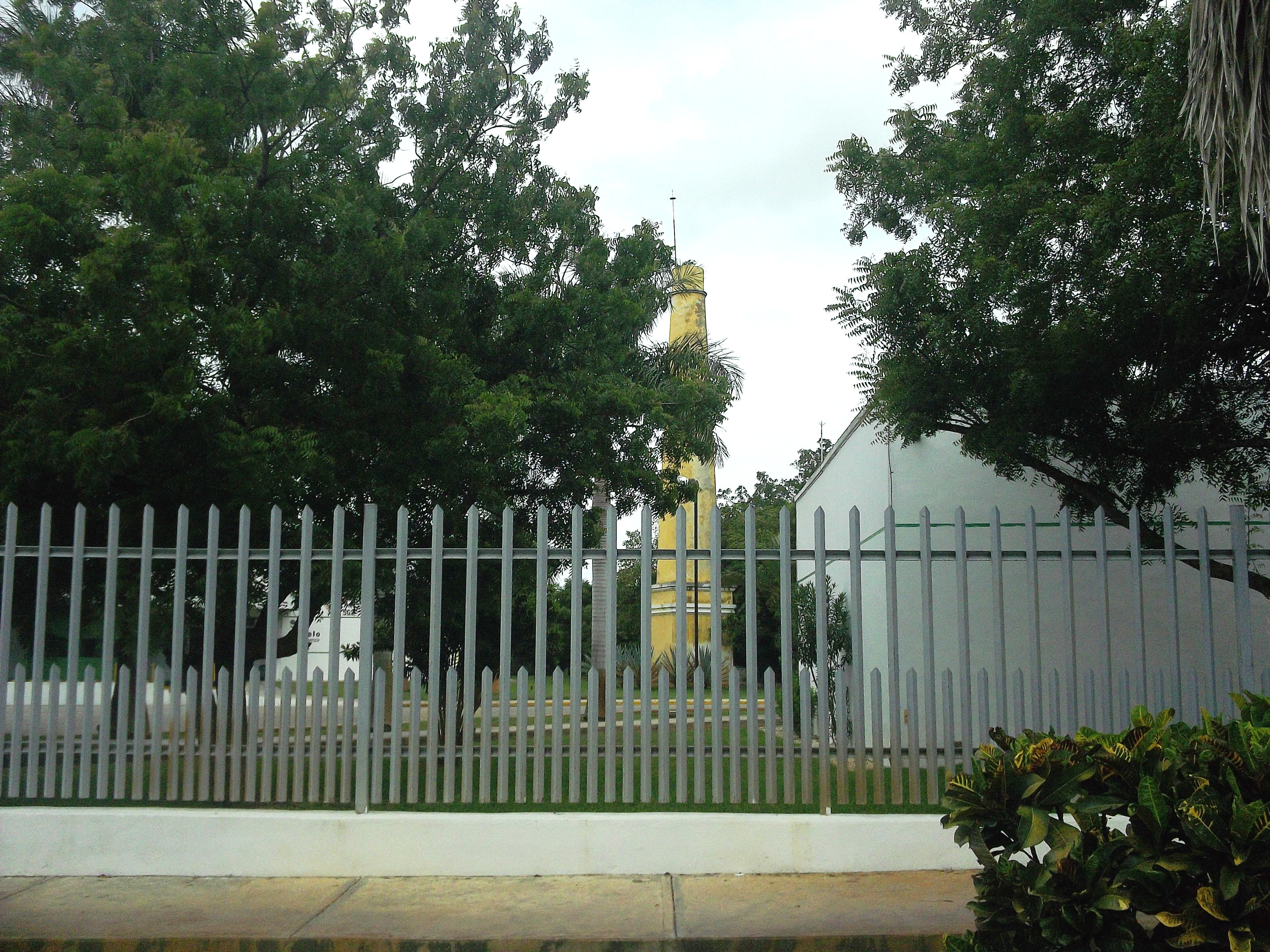
Restos de la hacienda Pacabtún. El casco de la hacienda está actualmente dentro de la Ciudad de Mérida y es propiedad privada. Fue en este sitio donde se detuvo al ejército centralista de México en 1843.

Al fallar en su intento por someter a Yucatán el general Santa Anna envió fuerzas militares a la península para abatir a los federalistas. En agosto de 1842 se presentó una escuadra militar mexicana en las costas de isla del Carmen (actual Ciudad del Carmen, Campeche) conformada por cuatro buques de guerra comandada por el capitán Tomás Marín, exigiendo la reincorporación de Yucatán a la República Mexicana. A los pocos días tomaron la ciudad sin encontrar resistencia militar.
El acceso entre México central y Yucatán era forzosamente por barco, debido a que no había vías de comunicación terrestre. Además por la forma del país, es mucho más rápido llegar de Ciudad de México a Yucatán por mar saliendo de Veracruz, pues se traza una vía recta, mientras que por tierra la distancia aumenta considerablemente.
El ejército santanista fue reforzado por cuatro mil hombres traídos de Veracruz y avanzaron a su siguiente objetivo: Campeche, ciudad que estaba protegida por gruesas murallas, construidas durante la época colonial, para defenderse de los ataques piratas. Tomaron la ciudad de Champotón, y tras varios intentos fallidos de tomar Campeche decidieron ir sobre la capital, Mérida. Desembarcaron en el puerto de Telchac y tomaron una por una las ciudades de Motul, Tixkokob y Tixpéhual.
Los ejércitos mexicanos llegaron a la hacienda de Pacabtún en las inmediaciones de Mérida, cuando se enteraron de que los yucatecos ya tenían preparada la defensa de Mérida y contaban con el refuerzo de once mil nativos mayas. El 24 de abril de 1843 el general Peña y Barragán (centralista mexicano), se ve obligado por la fuerza de las circunstancias a rendirse y se compromete a retirar sus tropas por mar hacia Tampico.

### Reincorporación temporal a México
Santa Anna rehusó reconocer la Independencia de Yucatán del territorio mexicano y prohibió la entrada de barcos con bandera yucateca al territorio mexicano, impidiendo también el tránsito de barcos mexicanos a Yucatán. Esto anuló todo el comercio de la península con México. Al romper los lazos comerciales con el centro del país mexicano, la economía yucateca se vio profundamente afectada. La economía yucateca estaba lastimada y sin el comercio con México la situación se tornó aún más difícil. Barbachano, quien gobernaba en ese momento a Yucatán, al saber que había derrotado a Santa Anna en el ámbito militar, decidió negociar con el gobierno centralista.
Yucatán puso sus condiciones al gobierno central y el conflicto encontró solución en el gobierno de Santa Anna, cuando el 15 de diciembre de 1843, Valentín Canalizo aprueba el decreto que aprueban los convenios celebrados que otorgaban a Yucatán autonomía plena, pero reintegrándose a México con ese carácter excepcional. Se había logrado la reincorporación a México con un carácter excepcional diferente a la del resto de los estados, se reanudó el comercio entre los puertos yucatecos y los puertos mexicanos.
El territorio de Yucatán era una entidad soberana y con la facultad de elegir a sus gobernantes en su propio territorio, situación que no ocurría en el resto de los estados de México. La situación duraría poco, pues el gobierno nacional dispuso en febrero de 1844 que las leyes excepcionales en Yucatán eran improcedentes y esto generó gran desasosiego en la península. El presidente José Joaquín de Herrera organizó su gobierno también bajo un régimen centralista y al revisar los convenios con Yucatán argumentó que eran contrarios a las Bases Orgánicas de su gobierno.
A finales de 1845 el Congreso Mexicano reprobaba los convenios de diciembre de 1843, los yucatecos volvieron a su posición de rechazar el vínculo con México.

### Segundo periodo de separación
La actitud del presidente mexicano Herrera originó que el 1 de enero de 1846, la Asamblea Legislativa de Yucatán, declarara la Independencia de Yucatán del territorio mexicano una vez más.

"Decreta la Asamblea Legislativa del Estado, que cesa la obligación por parte de Yucatán de reconocer al Supremo Gobierno Nacional;y que en virtud de tal declaración, el Estado reasume de la manera más solemne toda la plenitud de sus derechos, los que ejercerá del modo que considere más conveniente...Firman el decreto los Diputados Crescencio José Pinelo, José E. Cámara, Justo Sierra O'Reilly, Gerónimo Castillo, Francisco Barbachano, y  Francisco Martínez de Arredondo y Valleto; y lo promulgó y sancionó como primer Vocal de la Asamblea Legislativa en funciones de Gobernador del Estado, don Miguel Barbachano y Tarrazo, en virtud de haberse negado a ello el Gobernador don José Tiburcio López Constante, quien presentó su dimisión y le fue aceptada".

En ese entonces Yucatán tuvo que afrontar otros graves conflictos, al mismo tiempo que el que sostenía con México. Al interior había división entre los propios yucatecos: los de Mérida (encabezados por Miguel Barbachano y Tarrazo) y los de Campeche, al mando de Santiago Méndez Ibarra. Encima de todo ello, dio inicio una cruenta insurrección social que se denomínó guerra de Castas, y que habría de convertirse en prolongada guerra civil entre los "blancos" (criollos y mestizos) y grandes contingentes de indígenas mayas del sur y del oriente de la Península, que se sublevaron. Esta guerra se alimentaba del descontento de los grupos mayas sometidos por muchos siglos y sujetos a una inicua expoliación y al hecho, también, de que en ese entonces los indígenas habían sido utilizado como carne de cañón en las pugnas con el gobierno federal de México.

### Mérida contra Campeche y la invasión estadounidense
El 25 de septiembre de 1846 el gobierno mexicano derogó las leyes de 21 de febrero y reconoció los tratados de 1843 entre México y Yucatán. Se restablecía una vez más la constitución mexicana de 1824 y se devolvía al país un carácter federalista. En Mérida la noticia fue recibida con gusto y estaban dispuestos a reincorporarse a la federación mexicana el 2 de noviembre de 1846. La reacción campechana, no obstante, no se hizo esperar y su cabildo se manifestó en contra de la reincorporación alegando que México estaba en conflicto con Estados Unidos. La invasión de Estados Unidos a México sería unos meses después en 1847. 
La rivalidad entre los caudillos Méndez (facción campechana) y Barbachano (facción meridana) llegó a tal punto que a comienzos de 1847 Yucatán contaría con un gobierno en Campeche y con otro gobierno en Mérida. La flota estadounidense tomó Ciudad del Carmen en octubre de 1846, afectando esto el comercio y las exportaciones de Campeche. Los campechanos optaron por la neutralidad en la guerra con Estados Unidos para recuperar el control de sus puertos; Campeche entonces se pronunció contra el gobierno de Mérida el 8 de diciembre de 1846. 

### Washington
Por ese entonces el gobierno campechano de Yucatán envió a Washington D. C. una delegación para evitar el bloqueo del resto de los puertos de la península. Manifestaron la posición neutral de Yucatán en la guerra de México con Estados Unidos, argumentando que no tenían que apoyar a México debido a las injusticias cometidas con ellos por parte de los gobiernos centralistas mexicanos y que para ellos el comercio con el Golfo de México era fundamental. El juez José Rovira que fue enviado por los campechanos a Washington con la encomienda de lograr el cese del bloqueo de los puertos, llegó al grado de ofrecer la anexión de Yucatán a los Estados Unidos. Una segunda delegación encabezada por Justo Sierra O'Reilly enviada en 1848 a Washington si ofreció sin ambigüedades la anexión de toda la península a los Estados Unidos, un prospecto fuertemente apoyado y promovido por Sierra O'Reilly quien en 1938 público sus diarios de este periodo documentando su viaje y las discusiones sostenidas con políticos estadounidenses. Con esto, se hizo la oferta formal de Yucatán a los Estados Unidos, una propuesta que interesaba a expansionistas radicales, ultranacionalistas y miembros del Movimiento de la América Joven (Young America Movement). El Presidente James Knox Polk se encontraba complacido con la idea y una propuesta de ley conocida como la "Legislación Yucatán", o "Yucatan Bill", fue aprobada por la Cámara de Representantes de los Estados Unidos pero desechada por el Senado.

### La Guerra de Castas
Los mayas estaban cansados de la situación injusta en que vivían y el 30 de julio de 1847 se levantaron en armas contra la población blanca y mestiza. Fue en Tepich donde estalló la rebelión de los que habría de durar más de 55 años, aun cuando los problemas de fondo que la originaron continuarían siendo motivo de inquietud hasta 1937. 
Los mayas en esa época pagaban elevados impuestos y suministraban la mayor parte de la mano de obra además de formar la mayor parte de los elementos de tropa de bajo rango en las fuerzas armadas y su rebelíon esparció terror y causó considerable destrucción, sobre todo a las vías de comunicación. 
La causa más prominente de la rebelión fue el masivo resentimiento y descontento entre la población Maya debido a la discriminación y racismo institucionalizados al que históricamente fueron siempre sometidos por el gobierno regional y la élite local que estuvieron siempre compuestos exclusivamente de acaudalados mestizos y blancos que controlaban la política de Yucatán; adicionalmente, los Mayas vivían en situaciones de extrema pobreza sin acceso a ningún tipo de servicio médico, y éstas condiciones habían persistido desde la conquista española.
En 1848 la guerra de castas había cundido por toda la península y parecía que los indígenas podrían exterminar a la población blanca y mestiza. 
Aprovechando la experiencia bélica que habían adquirido en las continuas guerras civiles del Estado, planearon el movimiento rebelde Manuel Antonio Ay, cacique de Chichimilá; Cecilio Chi cacique de Tepich, y Jacinto Pat, cacique de Tihosuco. 
Primeramente estos se dedicaron a hacer proselitismo entre los naturales de los demás pueblos y, descubierto en sus maniobras, Manuel Antonio Ay fue aprehendido, procesado, condenado a muerte y ejecutado en la plaza de Santa Ana de la ciudad de Valladolid, el 26 de julio de 1847. 
En vista de tales acontecimientos, los otros jefes de la rebelión anticiparon su estallido. Cecilio Chi tomó a Tepich, donde dio muerte a todos los vecinos de raza blanca, salvándose solamente uno, que fue a Tihosuco a dar cuenta del hecho. 
El gobierno de Santiago Méndez Ibarra actuó rápidamente contra los indígenas; sin discriminación alguna, aprehendió y sacrificó a los caciques de Motul, Nolo, Euán, Yaxkukul, Chicxulub, Acanceh y otros sitios, pero las poblaciones del Sur y el Este fueron cayendo en poder de los rebeldes, que dieron muerte a los habitantes e incendiaron los caseríos. 
El 21 de febrero de 1848, una vez que habían tomado Peto, Valladolid, Izamal y otros 200 pueblos, los indígenas, al mando de José Venancio Pec, asaltaron Bacalar, dando muerte a la mayoría de sus habitantes. Solamente pudieron salvarse quienes en la oscuridad huyeron hacia la Honduras británica (Belice), instalándose en la población de Corozal y en sus vecindades, donde aún permanecen un gran núcleo de descendientes de mexicanos.
En desesperación, el presidente Santiago Méndez ofreción la soberanía de Yucatán a cambio de asistencia militar al gobernador español de Cuba, el almirante británico de Jamaica y los ministros de España y el Reino Unido, pero ninguno respondió a sus peticiones, aunque los británicos si vendieron armas y suministros a los yucatecos desde su colonia en Belice; además de esto, los británicos también recibieron a miles de refugiados yucatecos y mayas en Belice que buscaban escapar del conflicto. Méndez tuvo que abandonar el gobierno dando paso para que nuevamente Miguel Barbachano regresara al mando.
El levantamiento era tan grande que la población no-indígena de Yucatán corría el riesgo de desaparecer. Fue entonces cuando el jefe rebelde, Jacinto Pat, acuartelado en Tzucacab puso condiciones para terminar con la guerra:
- Que se le reconociera como Jefe Supremo de todos los indígenas de la península.
- Que los mayas pudiesen hacer sus siembras de maíz en las tierras baldías, sin pago alguno, y
- Que fuera abolida toda contribución personal de los indígenas.

Finalmente, el 19 de abril de 1848, cuando solamente le quedaban al gobierno yucateco de la ciudad de Mérida, algunas poblaciones de la costa y el camino real a Campeche, representantes del gobernador Miguel Barbachano y del cacique Jacinto Pat, firmaron el Convenio de Tzucacab, según el cual quedó abolida la contribución personal, reduciendo a 3 reales el derecho de bautismo y a 10 el de casamiento; autorizados los nativos mayas a rozar (quemar) los montes para sus sementeras, a no pagar arrendamiento; dispensados los acreedores de sus deudas y reintegrados todos los fusiles que se les habían requisado.
Los artículos 5 y 6 del convenio reconocían que Barbachano y Pat serían gobernadores vitalicios, el primero de los españoles y mestizos, y el otro de los cacicazgos indígenas. Pero Cecilio Chi que ejercía la jefatura de los mayas del Este, mucho más radical que Pat, pugnaba por el exterminio total de los blancos y rechazó el convenio. 
Vino en ese punto un cambio de actitud providencial del gobierno federal mexicano y se acordó entregar ayuda económica y apoyo militar al gobierno yucateco instituido. Poco a poco, este logró recuperar parte del territorio perdido: las ciudades de Izamal, Tunkás, Ticul, Tekax, Sotuta, Cantamayec y Yaxcabá; así como Tihosuco, Calotmul y Valladolid. La muerte de Marcelo Pat, hijo de Jacinto, coadyuvó a la disminución de la hostilidad maya ya que indujo a aquel a abandonar la lucha. La guerra de Castas se prolongó de cualquier forma hasta principios del siglo XX.

### Reincorporación definitiva a México
Cuando Barbachano tomó el poder de Santiago Méndez en 1848, lo primero que hizo como gobernador fue informar al gobierno de México, que entonces residía en la ciudad de Querétaro, de la angustiosa situación de la guerra de castas y solicitar auxilio económico y militar.
El Presidente mexicano, José Joaquín Herrera determinó el 14 de julio de 1848 dar a Yucatán 150.000 pesos (de los 3 millones que Estados Unidos de América diera como indemnización a México por la guerra), y envió armas y municiones a Yucatán. 
El Gobierno mexicano dirigió el siguiente mensaje a Barbachano:

Inútil fuera Sr. Gobernador que después de haber expuesto a V.E. los deseos de la nación, los sentimientos de los representantes, y la conducta del Gobierno respecto de Yucatán, yo me extendiera con el propósito de convencer la intensidad del interés que excita la suerte de ese Estado y la decisión del Gobierno por salvarlo.  Para la actual administración todas las desgracias pasadas no deben recordarse sino como una lección severa que a todos nos indica el deber de reparar tanto infortunio. El excelentísimo presidente no ve en Yucatán más que una parte y muy interesante de la Unión; ni en sus ciudadanos más que hermanos nuestros entregados a la furia implacable de los salvajes

La rebelión indígena fue parcialmente aplacada en agosto de 1848 (sin que esto significara el fin de la guerra de castas); y el 17 de agosto del mismo año, Barbachano decretó la reincorporación de Yucatán a la federación mexicana y el restablecimiento de la Constitución de Yucatán de 1825.
Otra de las consecuencias de la guerra de las castas fue que alteró las divisiones geopolíticas regionales entre México y Guatemala: desde 1823 la provincia más norteña y grande de Guatemala, el Petén, solicitó formalmente su anexión al estado de Yucatán; sin embargo, este prospecto fue aplazado varias veces debido a la guerra y finalmente abandonado en 1856 mientras la guerra progresaba y los mayas obtenían varias victorias.

## Bandera de la república de Yucatán
La bandera yucateca fue izada el 16 de marzo de 1841, como protesta contra el centralismo del México de Antonio López de Santa Anna.
Rodolfo Menéndez de la Peña, historiador, describe así la bandera de la república de Yucatán:

La bandera yucateca se dividió en dos campos: a la izquierda, uno de color verde, y a la derecha, otro con tres divisiones, de color rojo arriba y abajo y blanco en medio. En el campo o lienzo verde de la bandera se destacaban cinco hermosas estrellas que simbolizaban a los cinco departamentos en que se dividía Yucatán por Decreto del 30 de noviembre de 1840, a saber:
Mérida, Izamal, Valladolid, Tekax y Campeche.